# کانون دفاع از حقوق بشر در ایران
کانون دفاع از حقوق بشر در ایران (به آلمانی: Vereinigung zur Verteidigung der Menschenrechte im Iran e.V.) به خلاصه (.VVMIran e.V) انجمنی مردم‌نهاد و ناسودبر است که توسط فعالان و مدافعان حقوق بشر ایرانی در فوریه ۲۰۰۰ (۱۳۷۸ شمسی) در آلمان در شهر برمن به ثبت رسید و مخاطب کانون دفاع از حقوق بشر در ایران، نهادهای حقوق بشری، مدنی و افکار عمومی ایران و جهان هستند. از موسسان این کانون می‌توان به آقای منوچهر شفایی که در حال حاضر رئیس کانون دفاع از حقوق بشر در ایران می‌باشند اشاره کرد.

## اهداف
با توجه به پیشرفت روزافزون سیاسی، اجتماعی، فرهنگی و اقتصادی و رعایت مفاد اعلامیه جهانی حقوق بشر و عمل به آن توسط دولت جمهوری اسلامی ایران، کانون دفاع از حقوق بشر در ایران متشکل از ایرانیان آزادی‌خواه و مستقل که با باور به اعلامیه جهانی حقوق بشر (بشرح زیر) و میثاق‌های آن و با اعتقاد راسخ به:
1. آزادی‌های سیاسی، فرهنگی و اجتماعی
2. برابری حقوق زنان و مردان
3. جدایی دین از دولت
4. حقوق پیروان ادیان، اقوام و ملل ایرانی
5. آزادی بیان و عقیده
6. آگاهی دهی و اطلاع رسانی موارد نقض حقوق بشر در ایران

و اقدامات زیر را در دستور کار خود قرار داده‌است.

## نمایندگی‌ها
کانون دفاع از حقوق بشر در ایران دارای 4 منطقه  ( نمایندگی ) در سطح جهان  تقسیم شده است.
1. منطقه آسیا و شرق اروپا بایگانی‌شده  در ۲۰ فوریه ۲۰۲۰ توسط Wayback Machine
2. منطقه اروپا بایگانی‌شده  در ۲۰ فوریه ۲۰۲۰ توسط Wayback Machine
3. منطقه شمال آلمان بایگانی‌شده  در ۲۰ فوریه ۲۰۲۰ توسط Wayback Machine
4. منطقه مرکز و جنوب آلمان

## کمیته‌ها
این کانون دارای ۱۲ کمیته که ۹ کمیته آن تخصصی بوده و سه کمیته ردیف‌های ۱۰ و ۱۱ و ۱۲ به صورت غیر تخصصی فعالیت می‌نمایند به شرح زیر است:
1. دفاع از حقوق زنان[۳]
2. دفاع از حقوق کودک و نوجوان[۴]
3. دفاع از حقوق پیروان ادیان[۵]
4. دفاع از حقوق اقوام و ملل ایرانی[۶]
5. دفاع از محیط زیست[۷]
6. دفاع از حقوق هنر و هنرمندان[۸]
7. دفاع از حقوق کار و کارگر[۹]
8. روابط عمومی[۱۰]
9. آموزش
10. پژوهش

در این کمیته کلیه کنوانسیون‌های حقوق بشر به صورت نوشتاری (PDF و Word)، صوتی و تصویری (کلیپ) جمع‌آوری گردیده و در دسترس همگان قرار می‌گیرد.

## ماهنامه بشریت
این کانون  ماهنامه بشریت  را به عنوان نشریه رسمی خود در اول هر ماه چاپ و منتشر می‌کند. و این ماهنامه علاوه بر نسخه چاپی ، دارای نسخه الکترونیکی میباشد که بر روی سایت کانون دفاع از حقوق بشر منتشر میشود.

## رادیو اینترنتی کانون
رادیو اینترنتی کانون دفاع از حقوق بشر در هفته ۲ بار، روزهای سه شنبه و جمعه با گزارشی از نقص حقوق بشر، بخش ادبی و پژوهشی برگزار می‌گردد. همچنین با برگزاری برنامه‌ای با عنوان دریچه‌ای رو به آگاهی با دعوت از میهمانان صاحب نظر و اندیشمند در جهت معرفی هر چه بیشتر و مطلوب تر و تنویر افکار عمومی نسبت به حقوق ذاتی و انسانی هر شخص پیشتر از بیش می‌کوشد.

## ایستگاه های رادیویی کانون(پخش زنده)
رادیو 24 ساعته بشریت و همچنین کانال دو کانون دفاع از حقوق بشر در ایران  در حال پخش میباشند و فعلان داوطلبان میتوانند انواع موزیک ایرانی را گوش فرا دهند و از آخرین خبرهای نقض حقوق بشر در ایران آگاه شوند.

## صدا و تصویر
در واحد صدا و تصویر، کلیه جلسات و مراسم کانون دفاع از حقوق بشر در ایران به صورت صوتی، تصویری و کلیپ تهیه و منتشر می‌گردد.

## امور رسانه
در این بخش کلیه پلتفرم های کانون دفاع از حقوق بشر با اخبار و گزارشهای نقض صورت گرفته در ایران بروزرسانی میشود و تمام فراخوان ها و فعالیت های نمایندگی ها و کمیته ها و گزارش های جلسه ها در این بخش منتشر میشود.
بخش رسانه در تمام پلتفرم ها و سوشیال مدیا های فضای مجازی دارای اکانت فعال میباشد.برای دسترسی به امور رسانه اینجا کلیک کنید.

## آکادمی بشریت
در واحد   آکادمی بشریت آموزش انواع کلاسهای به صورت رایگان از جمله :آموزش آشنائی با حقوق بشری،آموزش زبان آلمانی،آموزش کامل نرم افزارoffice،آموزش مقاله نویسی، آموزش فیلمنامه نویسی،آموزش فراگیری حقوق در آموزش و پرورش،آموزش حقوق مداری بدون خشونت،آموزش مبانی نویسندگی،آموزش تغذیه و تناسب اندام و ... در آکادمی کانون دفاع از حقوق بشر در ایران به صورت صوتی، تصویری با تست در پایان دوره و کارنامه ارائه می‌گردد.

## اپیلکیشن کانون دفاع از حقوق بشر در ایران
با همت همکاران محترم در کانون دفاع از حقوق بشر در ایران، اپلیکیشن این مجموعه آماده دانلود و قابل استفاده بر روی تلفن های اندروید میباشد، لذا علاقمندان میتوانند از طریق لینک زیر این اپلیکیشن را مستقیما از گوگل پلی دریافت نمایند.

## کتابخانه اینترنتی
در این واحد تلاش شده‌است که کتاب‌های مورد نیاز که امکان پخش آن در ایران ناست، در اختیار علاقه مندان قرار گیرد.

## چشم‌انداز سالیانه
در این بخش در پایان هر سال، برنامه سال آینده پیش‌بینی و به صورت تقویم ماهیانه برای اطلاع عموم در وب سایت کانون قرار می‌گیرد.

## نحوه تهیه گزارش
فعالین ایرانی دفاع از حقوق بشر در اروپا و آمریکای شمالی در ابتدای گزارش خود نوشته‌اند، موارد یادشده در گزارش، فقط بخش بسیار کوچکی از موارد نقض حقوق بشر است که توسط این شبکه گردآوری شده. اما چرا این نهاد حقوق بشری، تنها بخش کوچکی از موارد نقض حقوق بشر را منتشر کرده، و دلیل آن‌ها برای وجود موارد بیشتر چیست؟ پاسخ منوچهر شفایی: «اطلاعاتی هست که سازمان‌های اپوزیسیون نشر می‌کنند، چه در خارج و به‌خصوص داخل کشور. ما اصلاً به آن‌ها استناد نکردیم. به همین دلیل هم هست که استناد می‌کنیم بخش کوچکی، که ما خودمان حدسمان این است که حداقل ۱۵ تا ۲۰ درصد ما واقعیت‌ها را داریم عنوان می‌کنیم. چون یکسری اطلاعات به ما نمی‌رسد، به هر حال تحت هر شرایطی که باشد.

## رویدادهای مهم

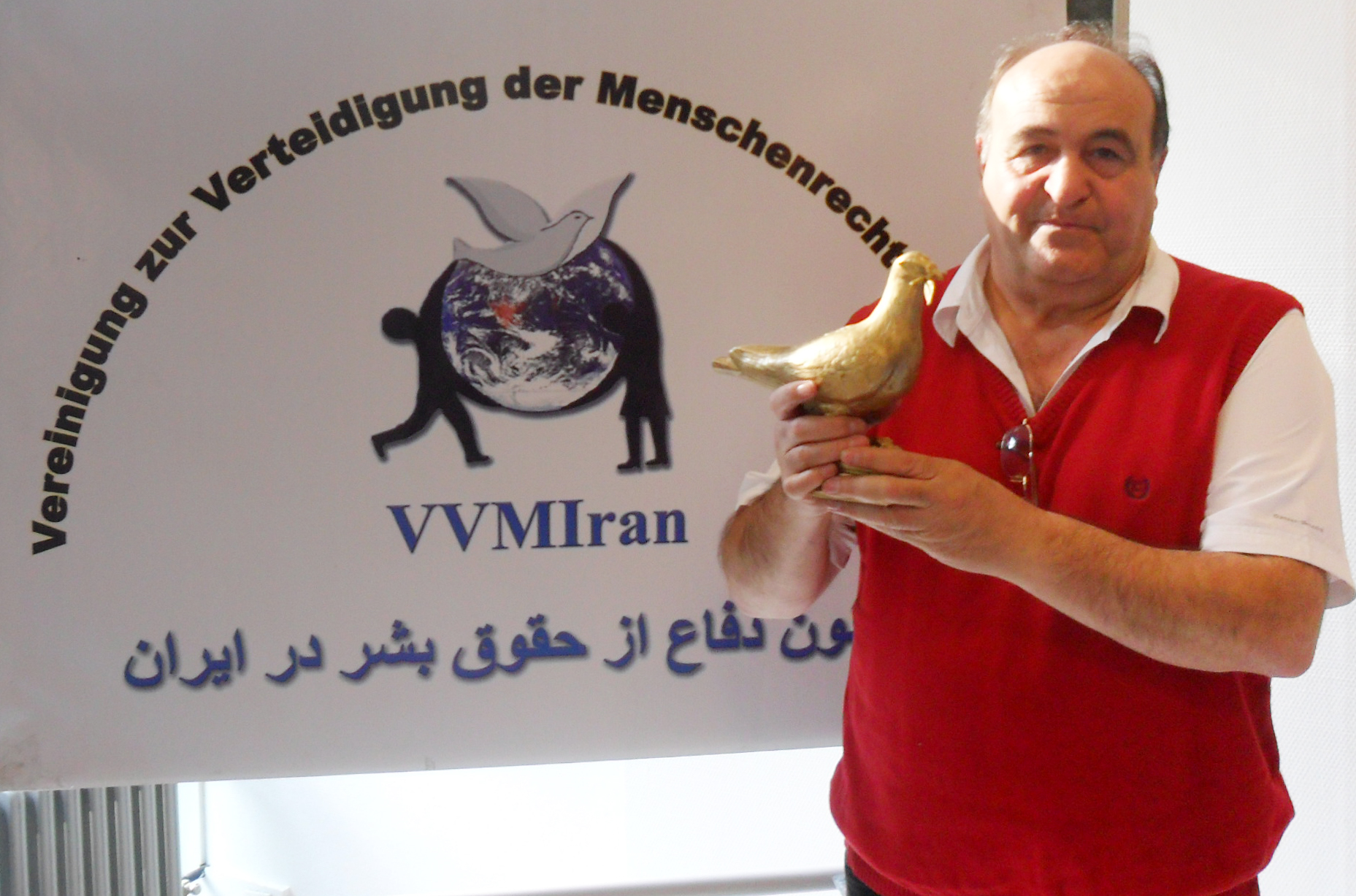
کبوتر جهانی حقوق بشر

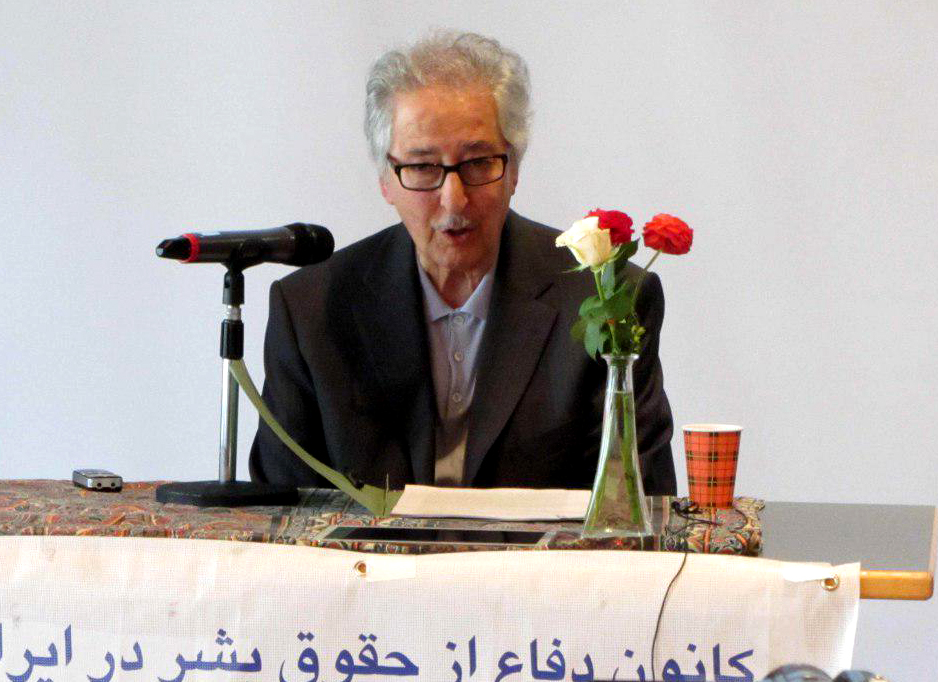
ابوالحسن بنی صدر

این کانون برای دستیابی به حقوق انسانی مردم دنیا با پذیرش اعلامیه جهانی حقوق بشر و میثاق‌های آن، منشوری تنظیم نموده و اقدام‌های زیر را اجرا می‌نماید:
1. آگاهی‌رسانی و افشاگری موارد نقض حقوق بشر در همه زمینه‌ها
2. برگزاری جلسات سخنرانی و میز کتاب به منظور آگاهی‌رسانی و افشاگری
3. همکاری و همیاری با دیگر نهادهای حقوق بشر
4. مبارزه با انواع تبعیض
5. دفاع از حقوق پناهندگان، پناهجویان و مبارزه علیه حذف سیستماتیک حق پناهندگی

همچنین کانون دفاع از حقوق بشر از اعضاء اصلی کانون فعالین دفاع از حقوق بشر در اروپا و آمریکای شمالی است.

### مراسم تجلیل از ۵۰ سال تلاش‌های عبدالکریم لاهیجی
کانون دفاع از حقوق بشر در تاریخ ۱۴ دسامبر ۲۰۱۳ (۲۳ آذر ۱۳۹۲) مراسمی جهت بزرگداشت پنجاه سال فعالیت حقوق بشری عبدالکریم لاهیجی و پنجاهمین سال تصویب میثاقین توسط مجلس شورای ملی وقت ایران را با حضور شیرین عبادی، حمید حمیدی، برند اشتراوخ شهردار وقت شهر هانوفر و جمعی از فعالان حقوق بشر در اروپا در مرکز فرهنگی کروکوس در شهر هانوفر آلمان برگزار کرد.

### کبوتر جهانی حقوق بشر
بر اساس ۳۰ ماده اعلامیه جهانی حقوق بشر، ۳۰ کبوتر طلائی ساخته شده‌است که سمبل آزادی و حقوق بشر می‌باشند. این کبوترها از کشوری به کشور دیگر و از شخصی به شخص دیگر به پرواز در می‌آیند.
در تاریخ ۱۷ آوریل ۲۰۱۱ یکی از این کبوتران که پیام‌آور مفاد اعلامیه جهانی حقوق بشر بود، بعد از خانم شیرین عبادی برنده جایزه صلح نوبل، به کانون دفاع از حقوق بشر تعلق گرفت.

### سخنرانی ابوالحسن بنی‌صدر
در تاریخ ۱۳ می ۲۰۱۷ جلسه‌ای با موضوع حقوق بشر و انتخابات پیش رو، در ساختمان کروکوس شهر هانوفر برگزار گردید که مهمانان ویژه‌ای در این جلسه حضور داشتند و موضوعات و سخنرانی‌های مختلفی حول محور انتخابات انجام شد.
جناب آقای دکتر ابوالحسن بنی‌صدر در این جلسه با موضوع حاکمیت ملی، حق ما در حقوق شهروندی است به سخنرانی پرداختند.
جلسه مجمع عمومی سالیانه کانون دفاع از حقوق بشر در ایران ۲۰۱۹
جلسه مجمع عمومی سالیانه کانون دفاع از حقوق بشر در روز شنبه۱۴ دسامبر ۲۰۱۹ (۲۳ آذر ۱۳۹۸) در شهر هانوفر آلمان با حضور جمع کثیری از فعالان و اعضا کانون، از شهرها و نمایندگی‌های مختلف آلمان و سایر کشورها به صورت حضوری و غیرحضوری (از طریق پالتاک و اسکایپ) از ساعت ۱۱ به وقت اروپا تشکیل گردید. در انتها اسامی برگزیدگان هیئت رئیسه که توسط اعضا کانون دفاع از حقوق بشر به صورت آنلاین رأی‌گیری و انتخاب شدند، به شرح ذیل اعلام گردید:

### جلسه مجمع عمومی سالیانه (کنگره) کانون دفاع از حقوق بشر در ایران ۲۰۲۰
جلسه مجمع عمومی سالیانه (کنگره) کانون دفاع از حقوق بشر ۲۰۲۰ در روز یکشنبه ۶ دسامبر
جلسه مجمع عمومی سالیانه (کنگره) کانون دفاع از حقوق بشر در روز یکشنبه ۶ دسامبر  با حضور اعضا و مسئولین محترم کانون دفاع از حقوق بشر در فضای مجازی زوم کانون و یوتیوپ کانون و اپلیکیشن کانون برگزار شد.
لینک جلسه در یوتیوپ کانون

## اطلاعات بیشتر
- نمایندگی کشور ترکیه بایگانی‌شده  در ۱۴ دسامبر ۲۰۱۶ توسط Wayback Machine
- نمایندگی کشور سوئیس بایگانی‌شده  در ۱۹ مارس ۲۰۱۸ توسط Wayback Machine
- نمایندگی کشور اتریش
- نمایندگی کشورهای اسکاندیناوی
- مدیریت نمایندگی کشورهای شرق آسیا (به منظور مدیریت متمرکز نمایندگی‌های مالزی و پاکستان و اندونزی) تشکیل شده‌است.
- نمایندگی ایالت نیدرزاکسن بایگانی‌شده  در ۲۸ فوریه ۲۰۱۷ توسط Wayback Machine
- نمایندگی ایالت نوردراین-وستفالن
- نمایندگی ایالت هسن
- نمایندگی ایالت بادن-وورتمبرگ بایگانی‌شده  در ۲۸ فوریه ۲۰۱۷ توسط Wayback Machine
- نمایندگی ایالت زاکسن-آنهالت بایگانی‌شده  در ۲۸ فوریه ۲۰۱۷ توسط Wayback Machine